# Kazincbarcikai kistérség
A Kazincbarcikai kistérség Borsod-Abaúj-Zemplén megyében, központja: Kazincbarcika.
A kazincbarcikai kistérség területe 499,3 km2, amelyen 32 település található. A településsűrűség magas érték (6,4 település/100 km2). A kistérség népessége 2001-ben 66 020 fő volt, akik közül 49,88% volt városlakó. 2008-ban a lakosság 63 203 fő, akik 54,3%-a városlakó. Az átlagos népsűrűség 126 fő/km2, de a Sajó-völgyében és a nagyobb bányászfalvakban ettől magasabb városias értékeket mutat.
A településszerkezetre a kistelepülések túlsúlya a jellemző, amelyek a népesség kis részét tömörítik. Az 1000 főnél kisebb lélekszámú törpe- és aprófalvak száma 19, amelyek a települések 59,3%-át jelentik és bennük él a kistérség lakóinak a 14,5%-a. A térségben található még 9 kisfalu és 2 középfalu, amelyek a települések 34,8%-át alkotják és a népesség 31,14%-ának nyújtanak otthont. A kistérség városai: Kazincbarcika és Rudabánya. A falvak főleg a völgyekbe települtek és gyakoriak az ún. zsákutcás települések.
Az országos negatív népesedési tendenciák itt is jellemzőek. Folyamatosan csökken a születések száma és elsősorban a férfiak magasabb mortalitása miatt növekszik a halálozások száma. A kistérségre a természetes fogyás a jellemző. Tovább csökkentette a népességszámot a belföldi vándormozgalom is. Álláslehetőségek hiányában elsősorban a fiatalok és a képzettebb munkavállalók költöznek el. Ennek következtében a települések népessége elöregszik és emiatt torzul a lakosság korszerkezete is.
2004. november 30-án, 32 város és falu Kazincbarcikával együtt kistérségi együttműködési megállapodást kötöttek Többcélú Önkormányzati Kistérségi Társulás néven.

## Települései
| Alsószuha  | Alsótelekes    | Bánhorváti  | Berente       | Dédestapolcsány |
| Dövény     | Felsőkelecsény | Felsőnyárád | Felsőtelekes  | Imola           |
| Izsófalva  | Jákfalva       | Kánó        | Kazincbarcika | Kurityán        |
| Mályinka   | Múcsony        | Nagybarca   | Ormosbánya    | Ragály          |
| Rudabánya  | Rudolftelep    | Sajógalgóc  | Sajóivánka    | Sajókaza        |
| Szuhafő    | Szuhakálló     | Tardona     | Trizs         | Vadna           |
| Zádorfalva | Zubogy         |             |               |                 |

A kazincbarcikai kistérséghez kis lélekszámú települések tartoznak, leszámítva a csaknem 33 ezer fős Kazincbarcikát, továbbá a kevéssel háromezer főt meghaladó népességű Múcsonyt, Rudabányát és Sajókazát.
Társadalmi-gazdasági szempontból elmaradott településből 19, országos átlagot jelentősen meghaladó munkanélküliséggel sújtott településből 31, leghátrányosabb kistérséghez nem tartozó leghátrányosabb helyzetű településből 19 volt található a kistérségben 2004-es adatok szerint.

## Fekvése
A Borsod-Abaúj-Zemplén Megye északkeleti részén található kisrégiót a Szlovák-érchegységben eredő Sajó-folyó osztja ketté. Délnyugati irányból a Bükk hegység, északról az Aggteleki Karszt határolja. A két tájegység nyugati felén található a Lázbérci tájvédelmi körzet.

## Története
2007-től Aggtelek az Edelényi kistérséghez csatlakozott.

## Nevezetességei
Tanösvények, horgászvizek